# حمد سنان
الشيخ حمد سنان (1952-) داعية إسلامي كويتي، وقارئ القرآن الكريم ، وإمام وخطيب مسجد البشر في منطقة مشرف، وخطيب صلاة الجمعة في مسجد لولوة الزبن في منطقة بيان.

## نشأته وتعلّمُه
ولد الشيخ الداعية حمد أحمد محمد محمد السنان  في مدينة الكويت - الشرق عام (1952) ودرس في مدارس الكويت بجميع المراحل، والتحق بعدها بجامعة الكويت ليتخصص بالتاريخ - كلية الاداب -.

## حياتة العائلية
الشيخ حمد سنان متزوج ولديه ولد ( الحارث ) وخمس بنات.

## توبة الشيخ حمد سنان
لم تكن بداية الشيخ حمد سنان في طريق الدعوة، إنما كانت على العكس من ذلك، فقد كان إسمه يتربع على قمة عالم الطرب والغناء لثماني سنوات منذ عام 1973 - 1981 م، ولم يكتب الله له الهداية إلا في العشر الأواخر من رمضان عام 1981 م حين سأله أخوه أن يشهد معه ركعات من قيام الليل ويغتنم شيء من خير هذا الشهر الفضيل، فقبل الدعوة على مضض، ووقع الإختيار للصلاة في مسجد المطير في ضاحية عبد الله السالم، حيث كان يؤم المصلين الإمام العراقي الشيخ وليد الدليمي ، و كان من قدر الله أن يقرأ من سورة الرحمن من قوله تعالى : "و لمن خاف مقام ربه جنتان"، فلامست هذه الآية قلبه الذي انشرح لها بقدر الله، فكانت السبب بعد الله في تغيير مسار حياته رأساً على عقب، فطلق الغناء وأهله، وانكب على ربه، فهداه الله لحفظ كتابه، واتقانه حتى أخذ الإجازة في ذلك برواية حفص عن عاصم من طريق الشاطبية، وبدأ يؤم الناس في مسجده عام 1987 م .

## من اقواله المشهوره
"الفن وأضواء العمل في مجال الدعوة يشتركان في المتعة ويفترقان في الاطمئنان، فالذي يعمل في مجال الفن أو الطرب يحوز المتعة بكل جوارحه لكن يعقب هذه المتعة قلق، أما العامل في مجال الدعوة فإنه أيضا يحوز المتعة بكل جوارحه لكن يعقب هذه المتعة راحة وسكينة."